# Aligot
Aligot hoặc gọi là Aligote  là một món ăn được làm từ pho mát trộn với khoai tây nghiền (thường với một ít tỏi) ở vùng L ' Aubrac (Aveyron, Cantal, Montpellier, Midi-Pyrenees) phía nam Massif Central của Pháp. Món ăn giống fondue này đến từ tỉnh Aveyron thường được thấy trong nhà hàng ở Auvergne-Rhône-Alpes.
Theo truyền thống nó được làm với pho mát Tomme de Laguiole hoặc Tomme d'Auvergne, aligot(e). Nó là một món đặc sản được đánh giá rất tao trong ẩm thực địa phương với xúc xích hoặc lợn nướng Toulouse. Các loại pho mát khác có thể thay thế Tomme, bao gồm mozzarella và Cantal. Pho mát Laguiole có thêm vị hạt.
Aligot(e) được làm từ khoai tây nghiền trộn với bơ, tỏi nghiền và pho mát. Món ăn thành phẩm khi nó trở nên mịn, dẻo. Trong nhiều công thức khác nhau, Larousse Gastronomique đưa ra công thứ là 1 kg khoai tây, 500 g pho mát tomme fraîche, Laguiole, hoặc Cantal, 2 tép tỏi, 30 g bơ, muối, tiêu.
Món này được chuẩn bị cho những người hành hương trên đường đến Santiago de Compostela mà nghỉ lại một đêm ở khu vực đó. Ban đầu nó được làm với bánh mì, khoai tây trước khi du nhập vào Pháp. Ngày nay, nó được dùng làm món chính trong ngày họp làng hoặc các lễ kỷ niệm. Aligot(e) vẫn còn được nấu bằng tay ở Aveyron, ở nhà cũng như ở chợ đường phố. Aligot(e) theo truyền thống được phục vụ với vang đỏ Auvergne